# Kees Vrijling
Kornelis Jakobus (Kees) Vrijling (Kerkdriel, 18 oktober 1914 – Akkrum, 10 februari 2004) was een Nederlands politicus van de PvdA.
Zijn vader overleed voor zijn geboorte en zijn moeder toen hij twee jaar was. Hij werd opgevoed door zijn oma en was als negenjarige buiten schooltijd al bakkersknecht om iets bij te verdienen voor zijn levensonderhoud. Na de ambachtsschool werd hij machinebankwerker en hij is werkzaam geweest bij Werkspoor en Fokker. Hij was actief binnen de Vrijzinnig-Democratische Jongeren Organisatie (VDJO); de jongerenorganisatie van de Vrijzinnig-Democratische Bond (VDB) die in 1946 opging in de PvdA. Vrijling was afdelingssecretaris bij de VDJO en wilde de journalistiek in maar moest in 1943 onderduiken. Na de Tweede Wereldoorlog ging hij als redacteur werken bij Het Parool. In 1962 werd Vrijling benoemd tot burgemeester van  Idaarderadeel wat hij tot zijn pensionering eind 1979 zou blijven. Hij overleed in 2004 op 89-jarige leeftijd.